# Joe Root
Joseph Edward Root MBE (rođen 30. prosinca 1990.) engleski je međunarodni kriketaš koji je trenutni kapetan Engleske Test reprezentacije. On također predstavlja Yorkshire u domovini. Trenutno se nalazi na osmom mjestu kao udarač u Testovima i na osmom mjestu poretka ODI udarača prema ICC Player Rankings, a prethodno je rangiran kao najbolji testni udarač. Root je bio dio reprezentacije Engleske koja je osvojila Svjetsko prvenstvo u kriketu 2019.
Prvobitno je bio desnoruki početni udarač i povremeni off-spiner, sličnog stila igranja kao nekadašnji engleski kapetan Michael Vaughan. Ipak, većinu svog kriketa za Englesku je odigrao u srednjem redu. Debitirao je za Englesku u testnoj seriji 2012. u Indiji, a na istoj turneji debitirao je na ODI i Twenty20 International, prije nego što je sljedećeg proljeća protiv Novog Zelanda postigao svoje prvo stoljeće (eng. century- 100 bodova) na svom terenu Headingley. Nakon ostavke Alastaira Cooka, 13. veljače 2017. godine imenovan je njegovom zamjenom i redovnim kapetanom Testa kao 80. kapetan Engleske. U svom prvoj utakmici kao kapetan, 6. srpnja 2017., protiv Južne Afrike na Lord's-u, Root je postigao svoje 12. testno stoljeće sa 190 bodova. Bio je šesti (i najbolji igrač) Engleske koji je postigao test stoljeće na kapetanskom debiju. Imao je utjecaja i na opoziv suigrača Garyja Ballancea iz Engleske.
Povodom 1000. engleske test utakmice u kolovozu 2018. godine, ECB ga je uvrstio u najbolju momčad Engleske.
Root je imenovan članom Reda Britanskog Carstva (MBE) u Novogodišnjoj počasti 2020. za zasluge u kriketu.  

## Međunarodna stoljeća
|                       | Test | ODI | T20I |
| --------------------- | ---- | --- | ---- |
| Australija            | 3    | -   | -    |
| Bangladeš             | -    | 1   | -    |
| Indija                | 4    | 3   | -    |
| Novi Zeland           | 2    | 3   | -    |
| Pakistan              | 1    | 1   | -    |
| JAR                   | 2    | 2   | -    |
| Šri Lanka             | 2    | 2   | -    |
| Zapadnoindijski otoci | 3    | 4   | -    |
| ukupno                | 17   | 16  | -    |

## Nagrade
- ICC test tim godine: 2014, 2015, 2016
- Wisden Cricketer of the Year: 2014[5]
- ICC ODI tim godine: 2015, 2018[6]
- Engleski Test kriketaš godine: 2015[7]
- Engleski Limited-Overs kriketaš godine: 2015
- Igrač godine po izboru navijača: 2015